# Allan Moffat
Allan George Moffat (ur. 10 listopada 1939 roku w Saskatoon) – australijski kierowca wyścigowy pochodzenia kanadyjskiego.

## Kariera
Moffat rozpoczął karierę w międzynarodowych wyścigach samochodowych w 1965 roku od startów w Australian Touring Car Championship, gdzie został sklasyfikowany na czwartej pozycji w klasyfikacji generalnej. W późniejszych latach Australijczyk pojawiał się także w stawce SCCA Trans-Am, Australijskiej Formuły 1, Datsun Three Hour, Hardie-Ferodo 500, Sandown Three Hour 250, Phillip Island 500, Sandown 250, Bank of New South Wales 0-6000cc NZ Saloon Car Championship, NZ Saloon Car Championship, Hardie-Ferodo 1000, Repo 500K, Toby Lee Series, IMSA Camel GT Challenge, Australian Sports Sedan Series, Hang Ten 400, World Sportscar Championship, World Challenge for Endurance Drivers, Australian Sports Car Championship, 24-godzinnego wyścigu Le Mans, International Resort 300, Better Brakes Touring Car Series, Perrier Gold Cup, IMSA GTU Championship, 24-godzinnego wyścigu Daytona, Australian Endurance Championship, FIA World Endurance Championship, James Hardie 1000, IMSA Camel GTO, European Touring Car Championship, Wellington 500, World Touring Car Championship, Asia-Pacific Touring Car Championship, Sandown 500 oraz Tooheys 1000.

## Wyniki w 24h Le Mans
| Rok  | Poz.  | Klasa    | Nr | Zespół              | Partnerzy                    | Nadwozie                           | Opony | Okr. |
| Rok  | Poz.  | Klasa    | Nr | Zespół              | Partnerzy                    | Silnik                             | Opony | Okr. |
| ---- | ----- | -------- | -- | ------------------- | ---------------------------- | ---------------------------------- | ----- | ---- |
| 1980 | 39 NU | IMSA     | 71 | Dick Barbour Racing | Bobby Rahal Bob Garretson    | Porsche 935 K3                     | G     | 134  |
| 1980 | 39 NU | IMSA     | 71 | Dick Barbour Racing | Bobby Rahal Bob Garretson    | Porsche Type-935 3.0L Turbo Flat-6 | G     | 134  |
| 1982 | 14    | IMSA GTX | 82 | Mazdaspeed Co. Ltd. | Yōjirō Terada Takashi Yorino | Mazda RX-7                         | D     | 282  |
| 1982 | 14    | IMSA GTX | 82 | Mazdaspeed Co. Ltd. | Yōjirō Terada Takashi Yorino | Mazda 13B 1.3L 2-Rotary            | D     | 282  |